# Robert Sauer
Robert Max Friedrich Sauer, Rufname Robert, (* 16. September 1898 in Pommersfelden; † 22. August 1970 in München) war ein deutscher Mathematiker. Von 1954 bis 1956 war er Rektor der Technischen Hochschule München und von 1964 bis 1970 Präsident der Bayerischen Akademie der Wissenschaften.

## Leben
Robert Sauer war der Sohn eines Lehrers. Nach dem Abitur in Bamberg und dem Wehrdienst im Ersten Weltkrieg als Unteroffizier bei der Artillerie studierte er ab 1919 an der Technischen Hochschule München Mathematik und Physik. 1921 legte er das Lehramtsexamen ab und unterrichtete u. a. an der Lateinschule in Amorbach. 1923 wurde er Assistent an der TH München bei Sebastian Finsterwalder. 1925 promovierte er mit Auszeichnung mit der Dissertation Über eine Raumeinteilung, erzeugt durch ein Ebenensystem von der Art, dass je vier Ebenen durch einen Punkt gehen. Nach der 1926 erfolgten Habilitation lehrte er an der TH München als Dozent für Darstellende Geometrie. 1932 wurde er außerordentlicher Professor und 1937 ordentlicher Professor für angewandte Mathematik und Darstellende Geometrie an der TH Aachen. In dieser Zeit trat Sauer der NSDAP bei und engagierte sich im Nationalsozialistischen Deutschen Dozentenbund. Von seinem amtierenden Rektor Hans Ehrenberg wurde Sauer in den Jahren 1942/43 unter anderem auch wegen seiner Parteizugehörigkeit noch zum Dekan ernannt.
Während des Zweiten Weltkriegs arbeitete er über Ballistik und Überschall-Gasdynamik, wobei er auch Analogrechner für die Lösung der dabei vorkommenden Differentialgleichungen (das rotationssymmetrische Umströmungsproblem ließ sich auf gewöhnliche Differentialgleichungen reduzieren) konstruierte. Dabei wurde er intensiv von seinem Freund unterstützt, dem ebenfalls in Aachen lehrenden Mathematiker Franz Krauß. Diese Rechnungen standen in Zusammenhang mit der Berechnung der Flugbahnen von V1- und V2-Raketen, die auf London abgefeuert wurden. Sein 1943 erschienenes Buch über mathematische Aspekte der Gasdynamik wurde noch während des Kriegs ins Englische und Russische übersetzt. 1944 wurde er Professor an der TH Karlsruhe. Nach Kriegsende wurde er von den US-amerikanischen Besatzern amtsenthoben. Dafür interessierten sich die Franzosen sehr für das Know-how von Sauer und machten ihm das Angebot, für die französische Regierung in der ballistischen Forschung zu arbeiten, in Weil am Rhein und in St. Louis im Elsass, in dem neu gegründeten Forschungsinstitut ISL unter der Leitung von Professor Hubert Schardin.
Bald darauf war Sauer auch für die US Air Force tätig. 1948 wurde er – insbesondere auf Betreiben seines Freundes Josef Lense – Professor an der TH München und Direktor des Mathematischen Instituts. 1954 bis 1956 war er Rektor der TH München und danach zweimal Prorektor. In München baute er früh eine mathematische Arbeitsgruppe für die neu gebaute elektronische Rechenanlage PERM auf, woraus später das von der Kommission für Informatik der Bayerischen Akademie der Wissenschaften geleitete Leibniz-Rechenzentrum hervorging. Daneben befasste er sich weiterhin mit der Ingenieurausbildung und der Gasdynamik.
1950 wurde er Mitglied der Bayerischen Akademie der Wissenschaften und war 1964 bis 1970 deren Präsident. Sie stiftete zu seinen Ehren den Robert-Sauer-Preis. 1961 erhielt er von der Technischen Universität Dresden die Ehrendoktorwürde. 1962 wurde er zum Mitglied der Deutschen Akademie der Naturforscher Leopoldina gewählt. 1962 wurde Sauer in den bayerischen Senat gewählt.  1965 erhielt er ein Ehrendoktorat der Technischen Hochschule Wien.
Robert Sauer starb im Alter von 71 Jahren.

## Grabstätte

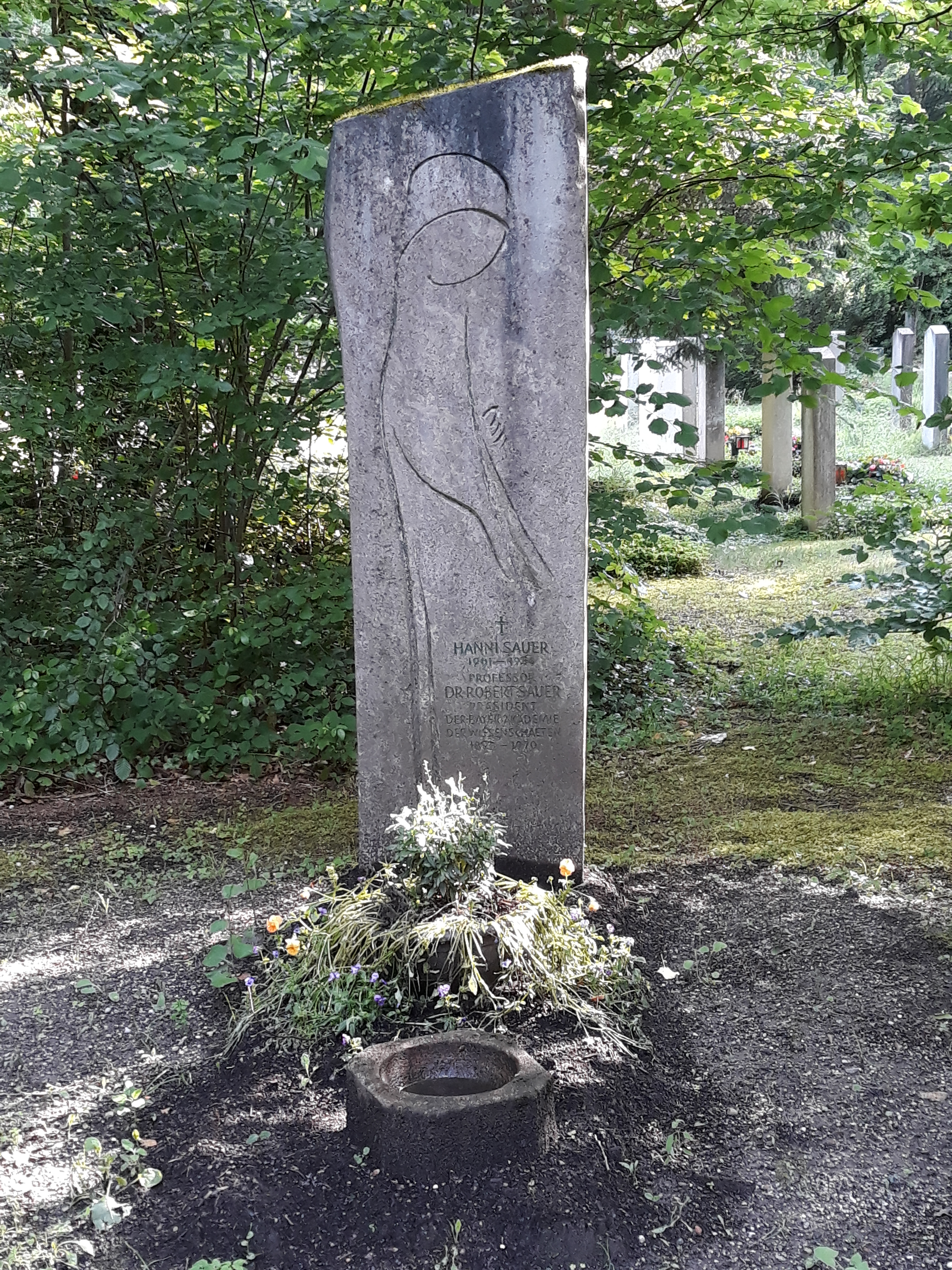
Das Grab von Robert Sauer und seiner Ehefrau Johanne Anna („Hanni“) geborene Winter auf dem Münchner Waldfriedhof

Die Grabstätte von Robert Sauer befindet sich auf dem Münchner Waldfriedhof  (Grabnr. 258-W-49) Standort.

## Schriften
- Die allgemeinen quadratischen Abbildungen, dargestellt durch geradlinige Dreiecksnetze. In: Mathematische Annalen. 106, 1932, S. 722–754.
- Streifenmodelle und Stangenmodelle zur Differentialgeometrie der Drehflächen, Schraubenflächen und Regelflächen. In: Mathematische Zeitschrift. 48, 1942, S. 455–466.
- Theoretische Einführung in die Gasdynamik. Springer, Berlin 1943.
- Anfangswertprobleme bei partiellen Differentialgleichungen. Springer, Berlin / Göttingen / Heidelberg 1952.
- Ingenieur-Mathematik. 2 Bände. Springer, Berlin / Göttingen / Heidelberg
  - Bd. 1: Differential- und Integralrechnung. 1959.
  - Bd. 2: Differentialgleichungen und Funktionentheorie. 1961.
- Leistungsfähigkeit von Automaten und Grenzen ihrer Leistungsfähigkeit. Vortrag. Carl-Friedrich-von-Siemens-Stiftung, München 1966.
- Nichtstationäre Probleme der Gasdynamik. Springer, Berlin / Heidelberg / New York 1966.
- mit István Szabó (Hrsg.): Mathematische Hilfsmittel des Ingenieurs. 4 Teile. Springer, Berlin / Heidelberg / New York 1967–1970 (darin von Sauer Geometrie in Band 3).
- Differenzengeometrie. Springer, Berlin / Heidelberg / New York 1970.